# Elektrownia jądrowa Grafenrheinfeld
Elektrownia jądrowa Grafenrheinfeld (niem. Kernkraftwerk Grafenrheinfeld) – elektrownia jądrowa znajdująca się nad Menem w pobliżu Grafenrheinfeld w kraju związkowym Bawaria w Niemczech. Jej budowa rozpoczęła się w 1975 roku, uruchomienie nastąpiło w roku 1981, natomiast w 2015 roku w ramach programu odchodzenia Niemiec od energetyki jądrowej została całkowicie wyłączona z użytku.

## Historia
Pierwsze plany budowy elektrowni jądrowej w pobliżu Grafenrheinfeld pojawiły się w 1969 roku. W sierpniu tego roku rada miasta Grafenrheinfeld zatwierdziła plany takiej budowy przez Bayernwerk AG. W listopadzie 1973 roku Bayernwerk wydał oficjalny wniosek o budowę elektrowni jądrowej. Wiosną 1975 roku Landtag Bawarii wyraził zgodę na budowę elektrowni. Wiosną 1980 roku rozpoczęto przeprowadzanie pierwszych testów elektrowni. Budowa elektrowni kosztowała 2,5 mld euro, co przekroczyło pierwotny budżet o niemal 1,4 mld euro. Zakończenie prac miało miejsce z opóźnieniem wynoszącym 43 miesiące.
10 listopada 1981 roku ministerstwo środowiska Bawarii wydało zezwolenie na uruchomienie elektrowni jądrowej Grafenrheinfeld. 9 grudnia 1981 roku o godzinie 21:11 nastąpiło pierwsze uruchomienie reaktora jądrowego, a do sieci została włączona 30 grudnia. Po raz pierwszy pełną moc reaktor osiągnął 20 kwietnia 1982 roku.
W 2001 roku Bayernwerk AG przeszło fuzję ze spółką PreussenElektra GmbH będącą w 100% spółką-córką koncernu E.ON i zmieniło nazwę na E.ON Bayern AG.
Zgodnie z przyjętą w 2002 roku polityką odchodzenia Niemiec od energetyki jądrowej, od tego czasu nie będą już budowane nowe elektrownie tego typu, a obecnie istniejące mają zostać wyłączone w okresie 32 lat od ich uruchomienia, przy czym każda otrzymała limit produkcji energii elektrycznej. Elektrownia Grafenrheinfeld mogła wyprodukować od tego czasu 150,03 TWh energii. W 2010 roku przedłużono jednak okres użytkowania elektrowni jądrowych w Niemczech, a według nowych regulacji elektrownia Grafenrheinfeld mogła pracować o kolejnych 14 lat dłużej. 
Po katastrofie Elektrowni Atomowej Fukushima Nr 1 w 2011 roku, Niemcy znacznie zmieniły politykę dot. energetyki jądrowej. W czerwcu 2011 roku wyłączenie elektrowni jądrowej Grafenrheinfeld nakazano do końca 2015 roku. W 2014 roku koncern E.ON poinformował, że jej wyłączenie nastąpi w pierwszej połowie 2015 roku, a ostateczne wyłączenie z sieci i zakończenie działalności nastąpiło 27 czerwca 2015. 
11 kwietnia 2018 roku bawarskie ministerstwo środowiska wyraziło zgodę na demontaż elektrowni Grafenrheinfeld. Materiały promieniotwórcze z rozbiórki elektrowni trafiają do kopalni Konrad w Dolnej Saksonii.

## Dane techniczne
Dane techniczne reaktora Grafenrheinfeld:
- typ reaktora: reaktor wodny ciśnieniowy;
- moc elektryczna netto: 1275 MW;
- moc elektryczna brutto: 1345 MW;
- moc termiczna: 3765 MW;
- największa ilość energii wyprodukowanej w roku: 10,447 TWh (2009).